# Danse avec l'ange
Danse avec l'Ange (titre original : Dans med en ängel) est un roman policier de l'écrivain suédois Åke Edwardson paru en 1997 en Suède. C'est aussi la première enquête du commissaire Erik Winter de la police de Göteborg. Ce roman a obtenu en 1997 le prix du meilleur roman policier suédois (Bästa svenska kriminalroman) de la Deckarakademin suédoise. La traduction française par Anna Gibson est parue en 2002 aux Éditions Jean-Claude Lattès.

## Résumé
Enfant de Göteborg, Erik Winter, passionné de jazz, appréciant particulièrement John Coltrane est devenu commissaire à la brigade criminelle de cette grande ville portuaire de l'ouest de la Suède. 
Pendant l'hiver, deux meurtres accompagnés d’atrocités sont commis à Göteborg dans des chambres d'hôtel, à peu de temps l'un de l'autre. Dans les deux cas, il s'agit de jeunes Anglais séjournant à Göteborg. Le commissaire Erik Winter est chargé de l'enquête. Il apprend qu'à Londres, un jeune Suédois est assassiné d'une manière similaire et que la victime est le fils des voisins de la maison de son enfance toujours habitée par sa sœur.  
Le commissaire rend visite à son ancien camarade de classe Johan Bolger qui tient un bar et qui lui sert d'indicateur. À Londres, c'est le commissaire Steve Mac Donald qui mène l’enquête. La police a peu de pistes car l'assassin n'a laissé aucun indice sauf des trainées circulaires dans le sang répandu sur le sol et des traces qui peuvent être celles du pied d'un appareil photo ou d'une caméra.
Le jeune inspecteur Lars Bergenhem, bien que sa femme enceinte soit proche du terme, s'implique activement dans l'enquête. Il se rend dans les boîtes de nuit où sont projetés, dans les arrières-salles, des films pornographiques. Il y rencontre une danseuse strip-teaseuse.

## Éditions
La version originale de ce roman, Dans med en ängel, est éditée en Suède en 1997 par Norstedts Förlag. Traduit en Français par Anna Gibson, Danse avec l'ange est édité par Jean-Claude Lattès en 2002. Il paraît, en 2004, en édition de poche 10/18 dans la collection Grands détectives puis en 2009 dans la catégorie Domaine policier.

## Adaptations
La série suédoise Kommissarie Winter diffusée en France sous le nom Les Enquêtes du commissaire Winter est une adaptation des romans d'Erik Winter. Les deux premiers épisodes de la saison 1 qui s'intitulent Dans med en ängel sont une adaptation du roman.